# Samudragupta
Samudragupta (okolo 335-380) byl panovník Guptovské říše, nástupce předchozího panovníka Čandragupty I. Bývá považován za jednoho z nejschopnějších vojenských vůdců v indických dějinách, pročež bývá někdy označován jako „Napoleon Indie“. Samdragupta měl být svým otcem vybrán jako následník panovnického trůnu i přesto, že měl několik starších bratrů. Po smrti Čandragupty I. tak mělo dojít o jeho nástupnictví k boji, ze kterého Samudragupta vzešel jako vítěz.
Hlavní zdroj zpráv o Samudraguptovi pochází z nápisu vyrytého na jednom z kamenných sloupů, které nechal vztyčit v Iláhábádu již král Ašóka . Nápis, jehož autorem je Harišéna, detailně líčí Samudraguptovy dobyvačné výpravy. Poskytuje též informace o politickém uspořádání Indie, jejích obyvatelů a králů první poloviny 4. století. Dalším zdrojem jsou dobové mince, na kterých bývají tehdejší králové vyobrazeni v různých polohách a pozicích spolu s dalšími předměty, podle čehož se dá rozpoznat jejich vzhled či jejich záliby. Ze Samudraguptovy doby je známo celkem osm druhů mincí a všechny jsou vyrobeny z čistého zlata.
Již od počátků své vlády se Samudragupta zaměřoval na rozšiřování své říše. Nejdříve se mu podařilo dobýt menší země na severu a upevnit svou moc. Poté svou pozornost zaměřil k jižní části Indického subkontinentu. Podařilo se mu získat četná území včetně Mathury, země Jaudhéjů a Ardžunájanů. Do své smrti kolem roku 380 dokázal začlenit do své říše více než dvacet království a Guptovská říše tehdy sahala od Himálaje k řece Narmadá a od Brahmaputry k Jamuně. Sám sebe Samudragupta nazýval „králem králů“ a „světovým vládcem“.
I přes válečné výpravy Samudragupta nezapomínal na umění. Stal se patronem učenosti, oslavné poezie i hudby. Bylo nalezeno několik mincí, které jej vyobrazují s hudebními nástroji. I přesto, že Samudragupta byl podobně jako další Guptové stoupenec hinduismu, byl znám svou tolerancí k ostatním náboženským systémům. Jako příklad jeho tolerantního postoje může posloužit skutečnost, že povolil cejlonskému králi postavit v těsné blízkosti Bódhgaji buddhistický klášter.
Po jeho smrti se stal dalším panovníkem Čandragupta II.